# Старбак, Робби
Робби Старбак (англ. Robby Starbuck; род. 27 февраля 1988, Калифорния, США) — американский режиссёр и продюсер, клипмейкер, политический активист. Член Республиканской партии США.

## Биография
Родился в кубино-американской семье.
В 2007 году создал производственную компанию RSM, где могли бы работать молодые перспективные режиссёры. С тех пор RSM выпустила около 1000 рекламных роликов и музыкальных клипов и собрала обширную коллекцию профессиональных наград. Видеография самого Старбака насчитывает свыше 60 произведений
Широкая известность пришла к Старбаку в 2010 году, когда он сначала оказался на обложке поп-культурного издания Substream Magazine, а затем был включён журналом OC Metro в топ-40 самых успешных людей до 40 лет.
В качестве режиссёра музыкальных клипов он сотрудничал с такими известными артистами, как Snoop Dogg, Сара Бареллис, Эйкон, Megadeth, Адам Дуткевич и Smashing Pumpkins, а также актёрами Брэдом Питтом, Натали Портман и Джейми Фоксом. Робби снял или спродюсировал официальные музыкальные видео для нескольких художественных фильмов: «Терминатор: Генезис», «Трансформеры: Последний рыцарь» и «Губка Боб».
Робби был номинирован на лучшее рок-видео и лучшее инди-видео на церемонии вручения наград Much Music Video Awards (MMVA), получил награду YouTube Play, выиграл премию от журнала Kerrang! в категории «Видео года» и «Лучшее видео с социальным подтекстом» на MTV VMA.
В 2022 году Робби баллотировался в Конгресс США по 5-му избирательному округу штата Теннесси, но был дисквалифицирован на республиканских праймериз, запланированных на 4 августа 2022 года. Старбак также является соведущим культурного и политического подкаста GrowUp Live вместе со своей женой Лэндон, с которой они воспитывают троих детей.